# 阿贝奥库塔
阿贝奥库塔是位于尼日利亚西南、奥贡河左岸的一座城市，是奥贡州的首府。城市人口为888,924人（2012年）。

## 概况
阿贝奥库塔所在地区土地肥沃，但有花岗岩交错其间，故以出产花岗岩出名，南郊多有采石场。有水泥、纺织、印染、食品、铝制品等工业。棉花、可可、棕油、棕仁、木材等贸易甚盛。其东南面的沙加穆为全国最大的可拉果集散地。城市的水源由建在奥贡河的支流奥延河上的大坝提供，但供水量并不稳定。
阿贝奥库塔的著名名胜有王宫、教堂和清真寺、百年纪念馆。设有师范学院、联邦高等师范学校和州立工业学院等。有干线铁路通往尼日利亚首都拉各斯和北部的几个重要城市。通过公路将尼日利亚西南部的城镇和其他地区的公路网连接，并可以通往邻国贝宁的凯图。

## 历史
1825年，一批原住民为了逃避奴隶贩子，来到了阿贝奥库塔地区（意为“岩石之下”），它们借助散布各处的岩石建造了一些避难所和定居点。各个定居点都有自己的风俗，互不干涉，不久传教士也来到了这里。1851和1864年阿贝奥库塔军队两次击败入侵的奴隶贩子。1893年阿贝奥库塔的艾格巴联合政府被英国政府承认。1914年阿贝奥库塔市划入尼日利亚殖民地范围

## 出生的名人
- 奥卢塞贡·奥巴桑乔（1937-），尼日利亚政治家，曾任尼日利亚总统、非洲联盟主席等职。
- 沃莱·索因卡（1934-），1986年诺贝尔文学奖获得者
- 菲拉·索旺德（1905-1987），作曲家，被认为是尼日利亚现代音乐之父。
- 阿莫斯·图图奥拉（英语：Amos Tutuola）（1920-1997），尼日利亚作家，代表作《棕榈酒鬼》。